# لورواكو
لورواكو (بالإسبانية:Luruaco) هي مدينة وبلدية تقع في إدارة أتلانتيكو شمال كولومبيا، ضمن منطقة الساحل الكاريبي، تبعد حوالي 60 كيلومترًا جنوب غرب مدينة بارانكيا، وتُعد من التجمعات السكنية الريفية المتوسطة في المنطقة.

تعتمد لورواكو على الزراعة والثروة الحيوانية كركيزتين أساسيتين لاقتصادها المحلي، وتشتهر أيضًا بـبحيرتها الطبيعية التي تحمل الاسم نفسه، والتي تُعد موردًا مائيًا مهمًا ومكانًا جذبًا سياحيًا محدودًا.
تُعرف المدينة أيضًا بمأكولاتها التقليدية المستمدة من المطبخ الكاريبي الكولومبي، وبشكل خاص طبق "الآرايا" (Arepa de huevo) الذي يُحضَّر محليًا.